# Kościół św. Mikołaja w Goniembicach
Kościół świętego Mikołaja w Goniembicach – rzymskokatolicki kościół parafialny należący do parafii pod tym samym wezwaniem (dekanat rydzyński archidiecezji poznańskiej).
Świątynia została wzniesiona w 1815 roku. Jest to budowla murowana i otynkowana, posiadająca kwadratową, opilastrowaną w narożnikach wieżę i kruchtę w przyziemiu. Dawniej wieża miała dwie kondygnacje. W 1921 roku została dobudowana niższa kondygnacja i baniasty dach hełmowy zwieńczony wmontowanym krzyżem na kuli. Kościół nakryty jest dachami trójspadowymi, pokrytymi czerwoną dachówką karpiówką. Więźba dachowa została wykonana z drewna i posiada typową konstrukcję stolcową. Budowla jest orientowana, wzniesiona na planie prostokąta. Okna świątyni są prostokątne i zamknięte półkoliście.